# Кімія Юсофі
Кімія Юсофі (пушту کيميا يوسفي; нар. 20 травня 1996, Кандагар, Афганістан) — афганська легкоатлетка. Спеціалізується на бігу на короткі дистанції. Триразова учасниця Олімпійських ігор (2016, 2020, 2024). Перша жінка-прапороносець Афганістану на Олімпійських іграх.

## Біографія
Народилася в Кандагарі, але у дитячі роки покинула країну і стала біженкою в Ірані. Проживала у місті Мешхед.
2013 року почала займатися легкою атлетикою, коли навчалася у школі. Проте не могла брати участь у змаганнях в Ірані, оскільки не мала громадянства країни. Її орієнтиром у спорті була іранська легкоатлетка Мар'ям Тусі.
Чемпіонка Афганістану 2014 року у бігу на 100 метрів. Пізніше отримала травму сухожилля ноги, після якої відновлювалася три місяці.
Закінчила Кабульський університет за спеціальністю «інженерна справа».
У 17 років їй запропонували представляти Афганістан на міжнародних змаганнях. Тоді вона почала серйозно займатися бігом і через три роки тренувань їй довірили виступити на Південноазійських іграх 2016 року, на яких була прапороносцем на церемонії відкриття. На Олімпійських іграх 2016 року в Ріо-де-Жанейро Юсофі, яка бігла в хіджабі, фінішувала останньою з часом 14,02 секунди. При цьому вона була єдиною жінкою у складі олімпійської команди Афганістану.
У Токіо на Олімпійських іграх 2020 року стала першою жінкою, яка була прапороносцем в олімпійській історії Афганістану. Виступаючи в попередньому забігу на 100 метрів, спортсменка побила національний рекорд (13,29), але не змогла пройти до наступного раунду. Після завершення ігор Юсофі переїхала до США, де жили її родичі.
Кімія Юсофі негативно оцінила прихід до влади в Афганістані Талібану 2021 року і публічно висловлювала побоювання за долю спортсменів, що залишилися в країні. Також припустила, що в майбутньому не зможе представляти Афганістан на офіційних змаганнях.
У серпні 2022 року Олімпійський комітет Австралії запросив її разом з сім'єю до Австралії для підготовки до Олімпійських ігор 2024 року в Парижі. Виконавчий директор ОКА Метт Керролл заявив, що історія Юсофі — «натхнення для жінок і дівчаток в Афганістані та в усьому світі, яким відмовлено в основних правах, зокрема право вільно займатися спортом». Її тренером став австралієць Джон Квінн, який згодом поїхав на ігри як головний тренер олімпійської збірної Афганістану з легкої атлетики.
У липні 2024 року 28-річну Юсофі включили до складу збірної Афганістану з шести осіб для участі в Олімпійських іграх. Представники Талібан заявили, що не визнають жодну жінку у складі олімпійської команди, оскільки в країні практикуються виключно чоловічі види спорту. На іграх спортсменка не змогла пробитися до півфіналу, а після забігу звернулася до афганських дівчат із закликом: «Не здавайтеся, не дозволяйте іншим вирішувати за вас», а також показала аркуш паперу формату А4, де були написані слова «освіта», «спорт», «наші права».

## Результати
| Рік  | Змагання                  | Місто          | Дисципліна | Місце  | Результат |
| ---- | ------------------------- | -------------- | ---------- | ------ | --------- |
| 2016 | Олімпійські ігри          | Ріо-де-Жанейро | 100 м      | 8 (кв) | 14.02     |
| 2017 | Азійські ігри у приміщені | Ашгабад        | 60 м       | 7 (кв) | 8,90      |
| 2018 | Азійські ігри             | Джакарта       | 100 м      | 8 (кв) | 13,33     |
| 2021 | Олімпійські ігри          | Токіо          | 100 м      | 7 (кв) | 13,29     |
| 2023 | Азійські ігри             | Ханчжоу        | 100 м      | 9 (кв) | 13,32     |
| 2023 | Азійські ігри             | Ханчжоу        | 200 м      | 7 (кв) | 27,53     |
| 2024 | Олімпійські ігри          | Париж          | 100 м      | 8 (кв) | 13,42     |